# Roy Coffin
Roy Riddell Coffin (* 10. Mai 1898 in Philadelphia, Pennsylvania; † 10. November 1982 in Lower Merion, Pennsylvania) war ein Hockeyspieler aus den Vereinigten Staaten, der 1932 eine olympische Bronzemedaille gewann.

## Karriere
Roy Coffin spielte für den Germantown Cricket Club in Philadelphia, nachdem er in Bethlehem das College absolviert hatte.
Bei den Olympischen Spielen 1932 in Los Angeles nahmen nur drei Mannschaften am Hockey-Turnier teil. Nachdem die indische Mannschaft die japanische Mannschaft mit 11:1 besiegt hatte, gewannen die Japaner gegen das Team der Vereinigten Staaten mit 9:2. Im letzten Spiel siegte die indische Mannschaft mit 24:1 gegen die Mannschaft der Vereinigten Staaten. Coffin wirkte als Mittelfeldspieler im Spiel gegen die Japaner mit.
Roy Coffin arbeitete als Broker an der Börse in Philadelphia.